# 東京写真記者協会
東京写真記者協会（とうきょうしゃしんきしゃきょうかい）は、日本の首都圏に本社を置く新聞、通信など33社で構成する団体。協会員は加盟各社の写真記者、カメラマンを対象としている。英文表記は「Tokyo Press Photographers Association」。2018年（平成30年）創立70周年を迎え、会員数は2018年（平成30年）現在、約600人。

## 沿革
東京写真記者協会は1948年（昭和23年）5月に発足した。当時、日本を占領・管理していた連合国軍最高司令官総司令部（GHQ）が新聞発行を検閲しており（プレスコード）、GHQの担当部署の新聞課が取材統制と窓口一本化を図り「米国ワシントンにある写真記者協会と同様の組織を作る努力を」と日本側に指導・申し入れた。これが、協会発足のきっかけとなった。設立には共同通信社初代写真部長の中田義次が尽力。中田は1930年（昭和5年）、内閣総理大臣濱口雄幸の東京駅銃撃をスクープしたカメラマン。
なお、GHQによる占領の終了後、協会は「ニュース写真取材を公平かつ円滑に行うための調整機関」として再発足した。以後「『時代の目撃者』として『自主取材を原則に、人権を尊重、良識ある公正な取材活動』を堅持して」いる
1998年（平成10年）11月9日には、協会設立50周年の記念祝賀会を東京プリンスホテル（東京都港区）で開催した。その際、来賓の総理大臣小渕恵三は自らカメラを手にして、会場の報道陣を逆に撮影してみせる名カメラマンぶりを発揮。その小渕の姿を福岡ダイエーホークスの王貞治監督が撮影してみせる珍場面があった。

## 東京写真記者協会賞
協会は毎年、優れた報道写真を選び、「東京写真記者協会賞」（グランプリ）と各部門賞を贈る。グランプリをはじめ受賞作品は「報道写真展」として巡回展示（入場無料）。報道写真で1年を振り返る年末の恒例行事となっている。
平成最後の東京写真記者協会賞（2018年）は、産経新聞東京本社写真報道局の宮崎瑞穂記者が撮影した「復興の色　東日本大震災から７年」。「若葉色」に透ける、漁具の浮き玉を模したストラップ（宮城県女川町）、「群青色」の海を一望できるよう開けられた防潮堤の大きな窓（岩手県宮古市）、「黄金色」に輝く大船渡湾を背景に走るBRT（バス高速輸送システム）（岩手県大船渡市）、「赤紅色」のステージで踊るスパリゾートハワイアンズのフラガール（福島県いわき市）、「白銅色」で入り組むように建つ只出漁港の防潮堤（岩手県陸前高田市）で構成される5枚の組み写真。東北地方3県を取材し、「被災地の復興へ向け、変わりゆく景色や人々を色彩で表現した」。
2018年の報道写真展（第59回2018年報道写真展）は、2018年12月18日から日本橋三越本店（東京都中央区）、12月27日から静岡伊勢丹（静岡市葵区）、2019年（平成31年）1月12日から日本新聞博物館（ニュースパーク、横浜市中区）で開かれ、協会賞グランプリの宮崎記者の作品をはじめ約300点が展示される。

### 野球報道写真展

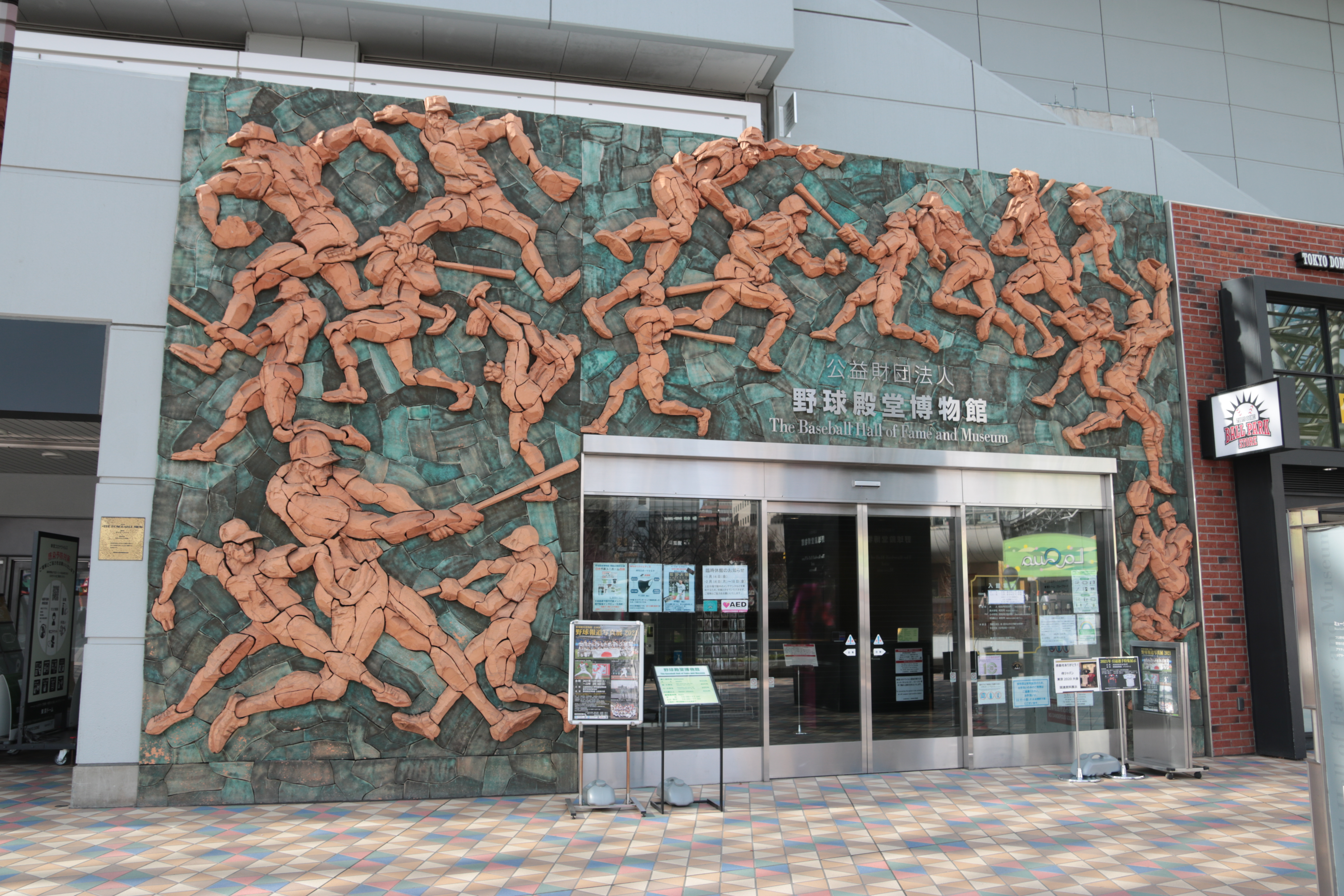
野球写真展の開かれる野球殿堂博物館（2022年撮影）

また、同様の報道写真展として、2015年から毎年末に「野球報道写真展」を公益財団法人野球殿堂博物館（東京都文京区）との共催で開いている。プロ野球の名シーンを展示し、「ベストショット オブ ザ イヤー」を決めるファン投票も実施する。2018年は12月15日から翌2019年3月3日まで開催された。